# Elcano (Guipúzcoa)
Elcano (en euskera: Elkano) es una localidad española de los municipios de Aya y Zarauz, pertenecientes a la provincia de Guipúzcoa, en la comunidad autónoma del País Vasco.

## Historia
Hacia mediados del siglo XIX, el lugar, por entonces dependiente de la jurisdicción civil de Aya, tenía contabilizada una población de 172 habitantes. Aparece descrito en el Diccionario histórico-geográfico-descriptivo de los pueblos, valles, partidos, alcaldías y uniones de Guipúzcoa (1862) de Pablo de Gorosábel con las siguientes palabras:

ELCANO: coto dependiente de la jurisdiccion civil de la universidad de Aya, de cuya poblacion dista como tres cuartos de legua. Se compone de veinte y tres caseríos divididos por una regatilla; de los que nueve se hallan en la parte llamada de acá, y los otros catorce en la de allá, con 172 habitantes. Tiene una basilica antigua de la advocacion de San Pedro, donde uno de los beneficiados de Zarauz asiste á celebrar misa todos los dias festivos. Hay tambien un palacio antiguo, perteneciente al marqués de Narros, como poseedor de la casa solar de Zarauz. La poblacion de Elcano es de origen muy remoto; y tal, que debe ser considerada por una de las primitivas de todo este pais. De ella, en efecto, hace mencion la escritura de donacion del monasterio de San Salvador de Olazabal hecha en el año de 1025, citada en los artículos descriptivos de Alzo y Aya; de cuyas palabras se puede creer que esta última universidad era entonces dependencia de Elcano. Este coto, despues que se pobló aquella tierra, quedó reducido á un barrio de la misma; y su iglesia dependiente de la parroquia de Santa María de Zarauz, no consta bajo qué concepto. Ello es que sus moradores á una con los del bario de Urteta de Zarauz, se opusieron en el año de 1506 al pago de las primicias á dicha iglesia matriz; con cuyo motivo se suscitó un pleito con el cabildo eclesiástico de esta. El bachiller D. Domingo Gonzalez de Segurola, visitador general del obispado, arcipreste de Guipuzcoa, y juez apostólico de este negocio, pronunció su sentencia definitiva en la villa de Zarauz en el mismo año. Declaró por ella que dichas dos tierras deben depender de la parroquia de Zarauz con todas las primicias de ellas; pero al mismo tiempo mandó que conservase esta iglesia en las basilicas de aquellas en pié los ornamentos y demás necesario para el culto divino. Así se observa desde entonces. Sin embargo, la poblacion de Elcano promovió en el año último su separacion de la jurisdiccion de Aya, agregándose á la de Zarauz; á cuyo efecto entabló el competente recurso ante el gobernador de la provincia. Esta cuestion se halla todavía pendiente de la resolucion del gobierno de su magestad.
(Gorosábel, 1862, pp. 142-143)

En 2023, la entidad singular de población perteneciente a Aya tenía empadronados cien habitantes, mientras que la de Zarauz tenía dieciséis habitantes.

## Patrimonio
Hay en la localidad una ermita de San Pedro.